# Langues malayo-polynésiennes centrales-orientales
Les langues malayo-polynésiennes centrales-orientales sont un groupe de langues de la branche malayo-polynésienne des langues austronésiennes. Avec 719 langues répertoriées par le site ethnologue.com, c'est le plus important des rameaux de la branche malayo-polynésienne.

## Classification
Le malayo-polynésien central-oriental est une hypothèse de classification défendue par Blust. Ce sous-groupe comprend :
- le malayo-polynésien central, qui s'étend sur les Moluques, les Petites Îles de la Sonde et la Nouvelle-Guinée occidentale.
- le malayo-polynésien oriental se sépare en deux sous-groupes :
  - les langues halmahera du sud-nouvelle guinée occidentale;
  - les langues océaniennes.
- le hukumina, une langue parlée dans les Moluques en Indonésie.
- le kuri, une langue de Nouvelle-Guinée.

## Sources
- (en) Adelaar, Alexander, The Austronesian Languages of Asia and Madagascar: A Historical Perspective, The Austronesian Languages of Asia and Madagascar, pp. 1-42, Routledge Language Family Series, Londres, Routledge, 2005,  (ISBN 0-7007-1286-0)